# Nina Oussatova
Nina Nikolaïevna Oussatova (en russe : Нина Николаевна Усатова), née le 1er octobre 1951 dans le kraï de l'Altaï en Union soviétique, est une actrice russe.

## Biographie
Nina Oussatova naît le 1er octobre 1951 dans la stanitsa de Malinovoïe Ozero, à 5 km du village aujourd'hui disparu de Mikhaïlovski dans le kraï de l'Altaï,. Elle déménage à l'âge de sept ans dans l'oblast de Kourgan avec ses parents, ses grands-parents et ses sœurs. Elle termine l'école secondaire n° 30 de Kourgan.
Elle essaye d'entrer à l'institut Chtchoukine au début des années 1970 et travaille comme ouvrière à l'usine textile Octobre rouge de Borovsk (dans l'oblast de Kalouga), puis comme directrice de la maison de la culture de cette ville, tout en préparant ses examens d'entrée. Elle entre en 1974 à la faculté de réalisation cinématographique de l'institut Chtchoukine dans le cours de Boris Zakhara et de Mariana Ter-Zakharova et en est diplômée en 1979. Elle effectue un stage à Kotlas et joue plusieurs rôles au théâtre local. Elle entre en 1980 au tout nouveau théâtre de la Jeunesse de Léningrad, jouant dans des pièces de Vladimir Malychtchitski et Efim Padvé.
Nina Oussatova entre dans la troupe du théâtre Gorki de Léningrad (aujourd'hui théâtre académique Tovstonogov). Elle débute au cinéma en 1981, son premier rôle est celui d'une couturière pour le téléfilm Où a disparu Fomenko?; elle acquiert la célébrité dans le film L'Été froid de l'année 53.
En 1995, elle prend part à des feuilletons télévisés à thématique sociale regroupés sous le titre de Projet russe («Русский проект»). Elle y joue une femme de province arrivant à Moscou et voyant son fils dans la garde d'honneur de la Place rouge. La phrase : « Dima, fais donc signe de la main à maman ! » est devenue célèbre.
Nina Oussatova est la mère d'un fils, Nikolaï, né en 1988.

## Filmographie
- 1984 : Mon ami Ivan Lapchine de Alexeï Guerman
- 1987 : L'Été froid de l'année 53 de Valeri Priomykhov
- 1988 : Délit de fuites de Youri Mamine
- 1991 : Tchitcha de Vitali Melnikov
- 1992 : Voir Paris et mourir de Alexandre Prochkine
- 1992 : Le Tchékiste de Alexandre Rogojkine
- 1993 : Salades russes de Iouri Mamine
- 1995 : Le Musulman de Vladimir Khotinenko
- 1997 : L'Américaine de Dmitri Meskhiev
- 1998 : La Singularité de la femme de Dmitri Meskhiev
- 1999 : L'Admirateur de Nikolaï Lebedev
- 2003 : Les Particularités de la politique nationale de Dmitri Meskhiev
- 2003 : Pauvre Nastia (Bednaïa Nastia) de Piotr Steïn : Varvara (série TV)
- 2006 : Wolfhound, l'ultime guerrier de Nikolaï Lebedev
- 2009 : Le Pope de Vladimir Khotinenko
- 2013 : La Stanitsa de Vladimir Chevelkov

## Récompenses et nominations
- 1994 : Artiste du peuple de la fédération de Russie[6]
- Nika du meilleur rôle féminin (1995, 1999)
- Prix d'État de la fédération de Russie (2001)
- Médaille Pouchkine (2004)
- Aigle d'or du meilleur rôle féminin (2009, 2013)
- Ordre de l'Amitié (2018)
- Masque d'or (2023), pour avoir créé l'image d'une femme russe dans la pièce Le cœur d'une mère